# Rehfeld (Kyritz)
Rehfeld ist ein Ortsteil der Stadt Kyritz im Landkreis Ostprignitz-Ruppin in Brandenburg. Der Ort schloss sich am 1. Oktober 1973 mit Berlitt zu der neuen Gemeinde Rehfeld-Berlitt zusammen, die am 31. Dezember 2002 wiederum aufgelöst und nach Kyritz eingemeindet wurde.

## Lage
Rehfeld liegt im Osten der historischen Landschaft Prignitz auf der Kyritzer Platte, vier Kilometer westlich von Kyritz und 25 Kilometer südöstlich von Pritzwalk. Die Gemarkung von Rehfeld grenzt im Norden an Mechow, im Osten an die Stadt Kyritz selbst, im Südosten an Holzhausen, im Südwesten an die Gemeinde Stüdenitz-Schönermark, im Westen an Berlitt sowie im Nordwesten für ein kleines Stück an Demerthin, einen Ortsteil der Gemeinde Gumtow. Rehfeld liegt am Kyritzer Königsfließ, einem Nebenfluss der Jäglitz. Zum Ort gehören die Wohnplätze Klosterhof und Wilhelmsgrille. 
Rehfeld liegt an der Kreisstraße 6820 zwischen Kyritz und Barenthin. Die Bundesstraße 5 ist über die Dorfstraße aus in zwei Kilometern erreichbar, die Bundesstraße 103 ist etwa fünf Kilometer entfernt.

## Geschichte
Erstmals urkundlich erwähnt wurde das Sackgassendorf im Jahr 1307 mit der Schreibweise Reuelde. Der Ortsname beschreibt eine Siedlung in der Nähe eines von Rehen bewohnten Feldes. Noch bis ins 19. Jahrhundert wurde der Ortsname auch Rehfeldt geschrieben. Rehfeld war längere Zeit ein lehnpflichtiges Rittergut der Familie von Kröcher, dann derer von Klitzing und wieder kurz der Familie von Kröcher, welche es nach 1749 dann endgültig an die Klitzings verkauften. Die Gemarkung des Wohnplatzes Wilhelmsgrille galt zeitweise ebenso als ein kreistagsfähiges Rittergut der Familie von Klitzing, konkret mit 282,70 ha.
Bis 1952 gehörte das Dorf zum Landkreis Ostprignitz im preußischen Regierungsbezirk Potsdam. Bei der DDR-Kreisreform im Juli 1952 wurde der Ort dem Kreis Kyritz im Bezirk Potsdam zugeteilt. Am 1. Oktober 1973 wurde die Gemeinde Rehfeld dann mit dem Nachbardorf Berlitt zu einer neuen Gemeinde mit dem Namen Rehfeld-Berlitt fusioniert.
Nach der Deutschen Wiedervereinigung gehörte die Gemeinde Rehfeld-Berlitt bis zur Kreisreform 1993 zum Landkreis Kyritz im Land Brandenburg. Seit dem 6. Dezember 1993 gehört Rehfeld dem Landkreis Ostprignitz-Ruppin an, die Gemeindegeschäfte wurden durch das Amt Kyritz erledigt. Die Gemeinde Rehfeld-Berlitt wurde am 31. Dezember 2002 aufgelöst, Rehfeld und Berlitt sind seitdem eigenständige Ortsteile der Stadt Kyritz.

## Sehenswürdigkeiten
Die evangelische Dorfkirche Rehfeld ist ein rechteckiger Fachwerkbau. Errichtet wurde die Kirche im Jahr 1791, worauf eine Inschrift über dem Türsturz hindeutet. Über dem Westgiebel hat die Kirche einen hölzernen Dachturm mit achtseitigem Schieferhelm. Im Inneren wurde die Kirche 1975 umgestaltet. Die Kirche Rehfeld ist mit einer Kanzel aus dem Jahr 1705 ausgestattet.

## Einwohnerentwicklung
| Jahr | Einwohner |
| ---- | --------- |
| 1875 | 357       |
| 1890 | 294       |
| 1925 | 352       |

| Jahr | Einwohner |
| ---- | --------- |
| 1933 | 353       |
| 1939 | 345       |
| 1946 | 584       |

| Jahr | Einwohner |
| ---- | --------- |
| 1950 | 576       |
| 1964 | 403       |
| 1971 | 365       |

Gebietsstand des jeweiligen Jahres